# Aka Hansen
Aka Hansen (* 1. März 1987 in Aarhus) ist eine dänisch-grönländische Filmproduzentin und Regisseurin.

## Leben
Aka Hansen ist die Tochter eines dänischen Vaters und einer grönländischen Mutter. Sie studierte bis 2007 am European Film College in Ebeltoft und zog anschließend nach Grönland. In Grönland arbeitete sie von 2008 bis 2014 für Film und Fernsehen. Dort gründete sie mit Malik Kleist zusammen die Produktionsgesellschaft Tumit Production. Der Horrorfilm Qaqqat Alanngui (2011), in dem eine Gruppe von Schulabgängern von einem Qivittoq überfallen wird, war der erste ausschließlich in grönländischer Sprache gedrehte Film und erregte bei seinem Erscheinen großes Aufsehen. Trotz eines Altersbegrenzung ab 15 brachten einige Eltern ihre Kinder mit in die Vorführung; für viele dieser Kinder war es der erste Film in grönländischer Sprache, den sie sahen.
2014 zog Aka Hansen nach Kopenhagen, gründete ihre eigene Produktionsfirma Uilu Stories und hat seitdem mit ihren Dokumentationen Green Land, STG und Half&half an verschiedenen nordeuropäischen Filmfestivals teilgenommen. Nebenher studierte sie an der Filmschule Super16 im Nordisk Film Studio in Valby. Half&half wurde auch auf der Berlinale 2017 präsentiert. Später war sie Vorsitzende der Antikolonialismusorganisation Nalik.

## Filmografie
- 2009: Hinnarik Sinnatunilu („Hendrik und sein Traum“, Komödie, als Produzentin und Schauspielerin)
- 2009: Green Land („Grünland“, Kurzfilm, als Produzentin und Regisseurin)
- 2011: Qaqqat Alanngui („Die Schattenseiten der Berge“, Horrorfilm, als Produzentin)
- 2012: Nissit Angakkuaatillu („Die Wichtel und die Zaubersprüche“, Weihnachtsserie, als Produzentin)
- 2014: Half&half („Halb&halb“, Kurzfilm, als Produzentin und Regisseurin)
- 2017: Our Right to Chose („Unser Recht zu wählen“, Kurzfilm, als Coproduzentin)
- 2017: STG (Kurzfilm, als Produzentin und Regisseurin)
- 2018: Polar (Science-Fiction-Serie, als Produzentin einer Folge)
- 2018: Lykkelænder („Glücksländer“, Dokumentarfilm, als Produzentin)
- 2019: Blåt Lys („Blaues Licht“, Kurzfilm, als Produzentin)
- 2020: Aasivissuit („Die großen Sommerplätze“, Kurzfilm, als Coproduzentin)
- 2020: Life Is Hilarious („Das Leben ist wahnwitzig“, Kurzfilm, als Regisseurin und Schauspielerin)
- 2021: Ajornavianngilatit („Du bist schon okay“, Kurzfilm, als Regisseurin)